# 1979-es magyar vívóbajnokság
Az 1979-es magyar vívóbajnokság a hetvennegyedik magyar bajnokság volt. A férfi tőrbajnokságot május 26-án rendezték meg, a párbajtőrbajnokságot május 31-én, a kardbajnokságot június 1-jén, a női tőrbajnokságot pedig május 27-én, mindet Budapesten, a Nemzeti Sportcsarnokban.

## Eredmények
| Versenyszám          | Arany                          | Arany | Ezüst                       | Ezüst | Bronz                         | Bronz |
| -------------------- | ------------------------------ | ----- | --------------------------- | ----- | ----------------------------- | ----- |
| Férfi tőrvívás       | Rózsavári Nándor Újpesti Dózsa |       | Kovács Gyula Vasas SC       |       | Somodi Lajos Újpesti Dózsa    |       |
| Férfi párbajtőrvívás | Székely Zoltán Újpesti Dózsa   |       | Kolczonay Ernő Bp. Honvéd   |       | Takács Péter Csepel SC        |       |
| Férfi kardvívás      | Nébald Rudolf Bp. Honvéd       |       | Gedővári Imre Újpesti Dózsa |       | Nagyházi Zoltán Újpesti Dózsa |       |
| Női tőrvívás         | Stefanek Gertrúd Újpesti Dózsa |       | Kovács Edit MTK-VM          |       | Hajzer Judit Újpesti Dózsa    |       |